# NGC 1199
NGC 1199 je galaksija u zviježđu Eridan.

## Vanjske poveznice
- SEDS: NGC 1199